# Neoathyreus rufobrunneus
Neoathyreus rufobrunneus es una especie de coleóptero de la familia Geotrupidae.

## Distribución geográfica
Habita en Granada (país), Perú y Ecuador.